# أمير فرشاد إبراهيمي
أمير فرشاد إبراهيمي (بالفارسية: امیر فرشاد ابراهیمی) هو صحفي إيراني، ولد في 14 أغسطس 1975 في طهران في إيران.